# يورغن هارتمان (لاعب كرة قدم)
يورغن هارتمان هو لاعب كرة قدم نمساوي، ولد في 28 أغسطس 1970 في ليوبن في النمسا.

## وصلات خارجية
- يورغن هارتمان (لاعب كرة قدم) على موقع قاعدة بيانات كرة القدم.إي يو (الإنجليزية)
- يورغن هارتمان (لاعب كرة قدم) على موقع ناشيونال فوتبول تيمز (الإنجليزية)
- يورغن هارتمان (لاعب كرة قدم) على موقع عالم كرة القدم.نت (الإنجليزية)